# کلی (جمهوری آلتای)
کلی (به لاتین: Keley) یک منطقهٔ مسکونی در روسیه است که در جمهوری آلتای واقع شده‌است.